# Astarte compacta
Astarte compacta är en musselart som beskrevs av Carpenter 1864. Astarte compacta ingår i släktet Astarte och familjen Astartidae. Inga underarter finns listade i Catalogue of Life.